# Héctor Becerril
Héctor Virgilio Becerril Rodríguez (Mílpuc, 28 de diciembre de 1957) es un químico farmacéutico y político peruano. Fue congresista de la república por Lambayeque en el disuelto periodo 2016-2019 y en el periodo 2011-2016 por la región Amazonas, siendo en ambas ocasiones representante del fujimorismo. Posteriormente, renunció a dicha agrupación política y se afilió al partido Alianza para el Progreso.

## Biografía
Nació en Mílpuc (Amazonas), el 28 de diciembre de 1957, hijo de Wilfredo Becerril Vargas y Abilia Rodríguez Torres. Su hermano es el ex-congresista fujimorista Antonio Becerril. 
Realizó estudios en el Colegio Nacional San Juan de Trujillo. En 1988 obtuvo el título de químico farmacéutico en la Universidad Nacional de Trujillo. En dicha universidad, Becerril fue parte del grupo trotskista Tendencia Estudiantil Marxista Revolucionaria, pasándose luego a Vanguardia Estudiantil Revolucionaria (VER), brazo de Patria Roja. En 2005, egresó de la Maestría en Ciencias de los Alimentos, cursado en la Facultad de Farmacia y Bioquímica de la Universidad Nacional Mayor de San Marcos. 
Entre 2000 y 2002 fue decano del Colegio Químico Farmacéutico de La Libertad. Entre los años 2006 y 2011, fue Jefe de Control Patrimonial de la Empresa Pomalca. Ha sido docente en la Universidad Alas Peruanas y en el Instituto superior IDAT.

## Vida política

### Congresista de la República
En las elecciones generales del 2011, fue elegido Congresistas por Fuerza 2011 donde obtuvo 14.946 votos preferenciales para el periodo parlamentario 2011-2016.
En las elecciones generales del 2016, fue reelecto Congresistas por Fuerza Popular, en representación del departamento de Lambayeque, para el periodo parlamentario 2016-2021.
El 30 de septiembre del 2019, tras la disolución del Congreso decretado por el presidente Martín Vizcarra, su cargo parlamentario llegó a su fin.
El 5 de julio del 2024, renunció a Fuerza Popular y se inscribió al partido Alianza para el Progreso.

## Controversias

### Caso''Los Wachiturros de Tumán''
El año 2018 el fiscal Juan Carrasco refirió que los congresistas Javier Velásquez Quesquén y Héctor Becerril habrían dado apoyo político a la red criminal conocida como ''Los Wachiturros de Tumán''. En abril del año 2018 el semanario Hildebrandt en sus trece refirió que un colaborador eficaz señaló que Edwin Oviedo, presunto integrante de Los Wachiturros de Tumán, habría entregado dinero a Velásquez Quesquén y Marisol Espinoza. En marzo de 2019, el técnico, Juan Carlos Oblitas, declaró ante la fiscal Sandra Castro que vio a dichos parlamentarios durante la gestión Oviedo.

### Caso''Los Cuellos Blancos''
En agosto de 2018, es involucrado en la organización criminal ''Los Cuellos Blancos del Puerto'' tras haber interferido en las elecciones del disuelto CNM, y por los audios con el ex-vocal supremo, César Hinostroza. Ante eston, estuvo cerca de ser inhabilitado de sus funciones pero esta denuncia se archivó por el blindaje de su bancada en la Subcomisión de acusaciones constitucionales y en la Permanente.

### Caso''Los Temerarios del Crimen''
En marzo de 2019, se le abrió una investigación por sus vínculos con la organización criminal ''Los Temerarios del Crimen'' donde es acusado de haber interferido ante una obra de Chiclayo para recibir una coima junto a sus hermanos de la empresaria Mirtha González, la cual fue la compra del Porcelanato y la remodelación de su departamento en dicha región a cambio de ceder la construcción de la planta de basura de Chiclayo al detenido alcalde, David Cornejo. Por este caso, la Fiscalía de la Nación solicitó el impedimento de Salida del país en contra del ahora excongresista, petición que fue aceptada por el Juez Supremo, Hugo Ñuñez, además de presentar una denuncia constitucional en su contra por los delitos de Tráfico de Influencias, Patrocinio Ilegal y Organización Criminal.